# Sainte-Gemme (Gironde)
Sainte-Gemme is een gemeente in het Franse departement Gironde (regio Nouvelle-Aquitaine) en telt 214 inwoners (2005). De plaats maakt deel uit van het arrondissement Langon.

## Geografie
De oppervlakte van Sainte-Gemme bedraagt 9,5 km², de bevolkingsdichtheid is 22,5 inwoners per km².
De onderstaande kaart toont de ligging van Sainte-Gemme (Gironde) met de belangrijkste infrastructuur en aangrenzende gemeenten.

## Demografie
Onderstaande figuur toont het verloop van het inwonertal (bron: INSEE-tellingen).